# Las buenas intenciones
 Las Buenas Intenciones es una película de Argentina filmada en colores dirigida por Ana García Blaya sobre su propio guion que se estrenó el 5 de diciembre de 2019 y que tuvo como actores principales a Javier Drolas, Jazmín Stuart, Amanda Minujin y Sebastian Arzeno. La película ya fue exhibida en los festivales de Toronto, San Sebastián y Mar del Plata y la directora la dedicó a sus padres e incluyó al pasar los créditos, las imágenes filmadas intercaladas con imágenes reales de su propia infancia. La cinta fue estrenada mundialmente en la 44° edición del Festival de Toronto en la sección Discovery.

## Sinopsis
Cuando la madre de Amanda y sus hermanos, que se encuentra divorciada de su desprolijo padre, plantea irse del país para buscar un ámbito económicamente más conveniente, se ponen de manifiesto sentimientos subyacentes.

## Reparto
Intervinieron en la película los siguientes intérpretes:
- Javier Drolas como Gustavo
- Amanda Minujín como Amanda
- Ezequiel Fontenla como Manu
- Carmela Minujín como Lala
- Sebastian Arzeno como Néstor
- Jazmín Stuart como Cecilia
- Juan Minujín como Guillermo
- Gabriel Medina como Sami
- Joaquín Marqués como Chebu
- Vera Spinetta como Alejandra
- José Luis Arias como Portero
- Gustavo Fossá como Dark
- Marina Glezer como Mariana
- Magdalena Barril como Novia de Sami

## Críticas
Jonathan Holland en Hollywood Reporter| opinó:

…se siente como un híbrido de largometraje y película casera. Dando un aire tosco y de bajo presupuesto que es totalmente apropiado  …a medida que avanza la película, las emociones que se agitan debajo de la superficie se vuelven cada vez más complejas.…Las actuaciones son fabulosas, particularmente de Drolas y Arzeno,… Pero la actuación sobresaliente es de Amanda Minujín…En sus enfrentamientos con Gustavo… se muestra más que capaz de manejar la carga de emoción que el guion ha puesto sobre sus hombros… mucha música...y es importante que sea la banda sonora no solo de la película, sino también de la vida de los personajes.

Diego Batlle en La Nación escribió:

”Para aquellos cínicos que descreen del poder catártico del cine…es un ejemplo contundente de cómo una historia real marcada por la tragedia puede transformarse en un hecho artístico dominado por la sensibilidad, el lirismo y el amor. Lo mejor de la ópera prima de García Blaya es que ha logrado transformar el dolor en belleza…tragicomedia sobre la relación padre-hija, una película sobre el amor por la música (hay algo del universo del Nick Hornby), una carta de amor a los padres torpes y un ensayo sensible y por momentos conmovedor sobre el sacrificio, la pérdida y la reconciliación."

Ezequiel Boetti en Página 12 dijo:

” ….una película que habla casi sin parar, que dice bastante más que lo que la simpleza de sus recursos haría suponer. Y que apuesta por algo que el 99 por ciento del cine argentino desprecia: la emoción genuina …un relato que por su tersura, naturalidad y fluidez –en gran parte gracias a un manejo magistral de las elipsis– no parece una ficción sino el recorte del fragmento de una vida….opera… encontrando lo extraordinario en lo cotidiano, lo universal en una experiencia íntima y personal … una banda sonora tan exquisita como pertinente …Las buenas intenciones aumenta su emotividad a medida que se acerque el viaje. Un viaje que podrá ser muchas cosas, pero no una partida definitiva. Es muy probable que allí aflojen esas lágrimas que la película se ganó con las armas más nobles y genuinas del cine."

## Premios y nominaciones

### Participación en festivales de cine
| Festival                                        | Fecha de evento                          | Categoría       | Premio                                                             | Ref.              |
| ----------------------------------------------- | ---------------------------------------- | --------------- | ------------------------------------------------------------------ | ----------------- |
| Festival de Toronto                             | 5 al 15 de septiembre de 2019            | Discovery       | Sólo participación                                                 | [ 5 ]             |
| Festival de San Sebastián                       | 20 al 28 de septiembre de 2019           | New Directors   | Premio TCM de la Juventud                                          | [ 6 ]             |
| Festival de Biarritz                            | 30 de septiembre al 6 de octubre de 2019 | Sección oficial | Mención Especial                                                   | [ 7 ]             |
| Festival Internacional de Cine de Mar del Plata | 2019                                     | Sección oficial | Nominado al premio a la mejor película de la competencia argentina | [ 2 ] [ 3 ] [ 1 ] |